# Brian Lane Green
Brian Lane Green (* 9. März 1962 in Columbus, Indiana) ist ein US-amerikanischer Schauspieler, Sänger und Regisseur mit irischer Abstammung.

## Leben
Green wurde in Columbus im US-Bundesstaat Indiana als Sohn eines Pfarrers geboren und wuchs in Cleveland in Tennessee auf, wo er die High School besuchte. Er begann in der Kirche zu singen und gewann später einen Talentwettbewerb der in Cleveland ansässigen Church of God. Er hatte auch einen Auftritt in der christlichen Fernsehsendung The PTL Club (auch: The Jim and Tammy Show) des umstrittenen Fernsehpredigers Jim Bakker und dessen damaliger Ehefrau Tamara Faye Messner.
Nachdem er in einer lokalen Produktion des Musicals Pippin mitgewirkt hatte, begann er als Schauspieler zu arbeiten. Erste Gastauftritte vor der Kamera hatte er ab 1985 in Fernsehserien wie Ein Engel auf Erden, Hotel, Matlock und Mord ist ihr Hobby.
1986 hatte er sein Debüt am Broadway in New York City, wo er Huck Finn im Musical Big River verkörperte, den er 1987 auch während einer landesweiten Tournee des Musicals spielte.
Seinen Durchbruch vor der Kamera hatte er im Jahr 1987 mit der Rolle des Alan Brand in der Seifenoper Zeit der Sehnsucht, den er in 34 Folgen bis 1988 darstellte.
Für seine Rolle in der Broadway-Produktion von Starmites wurde er 1989 für den Tony Award als „Bester Hauptdarsteller in einem Musical“ nominiert.
Von 1991 bis 1993 spielte er Sam Fowler in 75 Folgen der Seifenoper Another World und im Jahr 1993 Brian Bodine in 34 Folgen von All My Children. Neben seiner Arbeit vor der Kamera ist Green ein gefragter Bühnenschauspieler und Sänger, der landesweit auf der Bühne zu sehen ist. So spielte er die Titelrolle in Joseph and the Amazing Technicolor Dreamcoat und war 1997 als JoJo in The Life erneut am Broadway zu sehen.
Als Musiker veröffentlichte er die beiden Musikalben Brian Lane Green (1996), produziert von John Bucchino, und sein Musical Waiting For The Glaciers To Melt (2005), die beide bei LML Music erschienen. Green arbeitete mit Billy Stritch und Johnny Rodgers zusammen, um I Would Never Leave You für Liza Minnelli zu schreiben. Das Lied war Bestandteil von Minnellis Bühnenshow Liza’s at The Palace.... am Broadway und befindet sich auch auf dem Musikalbum zur Show, das von Phil Ramone produziert wurde. Er sang 1992 auch während der Galaproduktion Sondheim – A Celebration At Carnegie Hall zu Ehren des Komponisten Stephen Sondheim in der Carnegie Hall mit den Tonics, einem Popmusik-Quartett, das er mitbegründet hatte. Green lebt und arbeitet in Los Angeles und New York.
Zuletzt war er 2001 in den Filmen Friends and Family und Circuit vor der Kamera zu sehen. Im deutschen Sprachraum wird Green unter anderem von Sascha Draeger, Florian Halm, Sven Plate, Charles Rettinghaus und Frank Schaff synchronisiert.
Im Jahr 2003 gab er der Zeitschrift Out ein Interview, in dem er sich als schwul outete.

## Filmografie (Auswahl)
- 1980: Breaking Away (Fernsehserie)
- 1983: After MASH (Fernsehserie)
- 1985: Ein Engel auf Erden (Fernsehserie)
- 1986: Hotel (Fernsehserie)
- 1986: Mord ist ihr Hobby (Fernsehserie)
- 1988: Privatdetektiv Harry McGraw (Fernsehserie)
- 1988: Afrika, mein Leben (Fernsehfilm)
- 1987–1988: Zeit der Sehnsucht (Fernsehserie)
- 1989: Nearly Departed (Fernsehserie)
- 1989: Chaos hoch zehn (Fernsehserie)
- 1986–1990: Matlock (Fernsehserie)
- 1990–1991: Das Psycho-Dezernat (Miniserie)
- 1991–1993: Another World (Fernsehserie)
- 1993: All My Children (Fernsehserie)
- 1997: Sabrina – total verhext (Fernsehserie)
- 2001: Friends and Family
- 2001: Circuit

## Theater (Auswahl)
- 1985: Big River (Broadway, New York City)
- 1986: Big Rivers (US-Tournee)
- 1989: Starmites (Broadway, New York City)
- 1997: The Life (Broadway, New York City)

## Diskografie (Alben)
- 1996: Brian Lane Green (LML Music)
- 2005: Waiting For The Glaciers To Melt (LML Music)